# Distretto di Starobil's'k
Il distretto di Starobil's'k (in ucraino Старобільський район?, Starobil's'kij rajon) è un distretto nell'Oblast' di Luhans'k in Ucraina. Il suo centro amministrativo è la città di Starobil's'k. Ha una popolazione di 123 833 abitanti.
Il 18 luglio 2020, come parte della riforma amministrativa dell'Ucraina, il numero di distretti dell'oblast di Luhans'k è stato ridotto a quattro e l'area del distretto di Starobil's'k è stata notevolmente ampliata.
L'area del distretto è controllata dalla Repubblica Popolare di Lugansk, che continua a utilizzare le vecchie divisioni amministrative dell'Ucraina precedenti al 2020.